# Salão Nacional de Órgão e Música de Câmara da Ucrânia

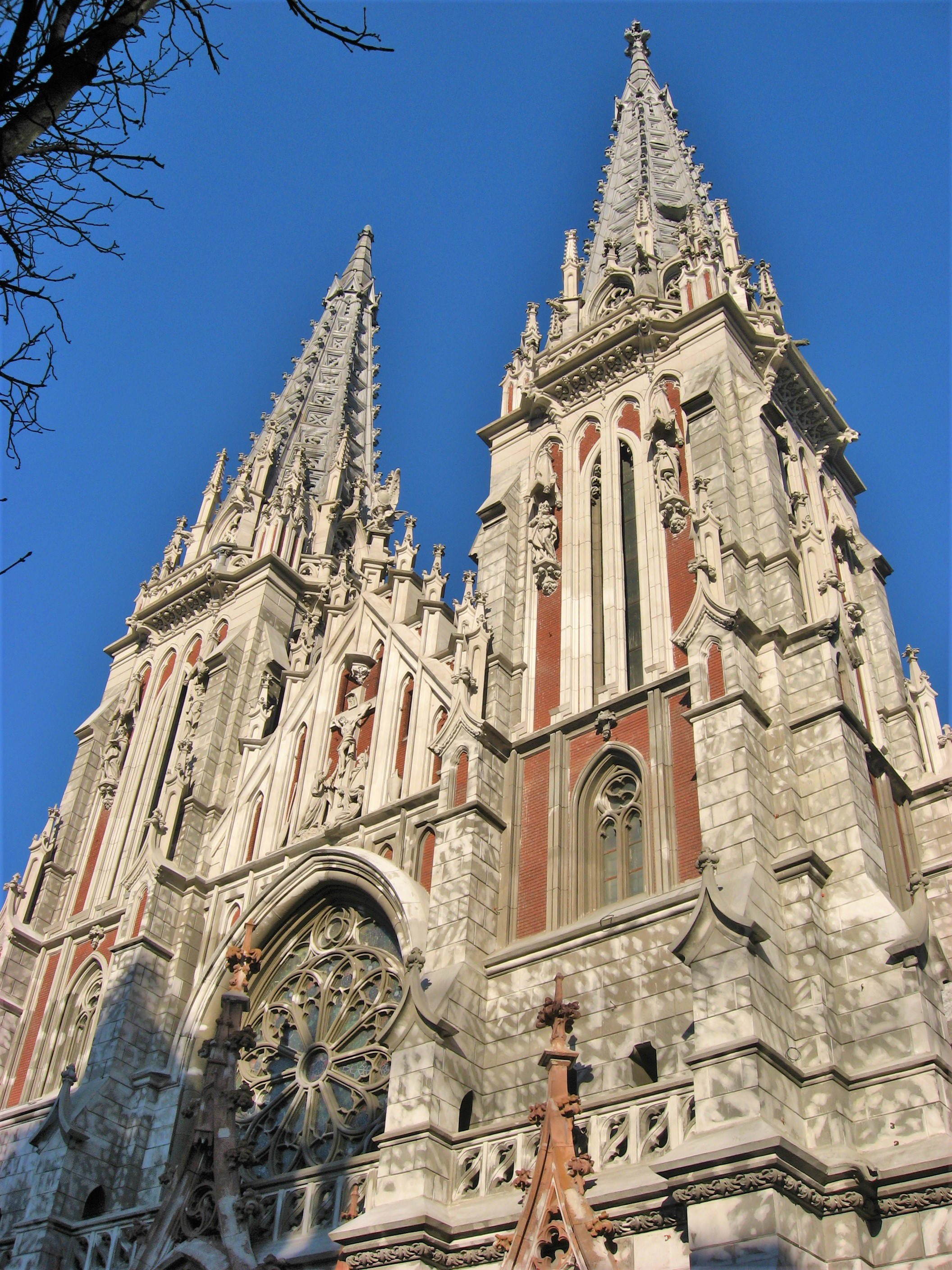
A catedral que abriga o Órgão Nacional Ucraniano e a Sala de Concertos de Música de Câmara

Salão Nacional de Órgão e Música de Câmara da Ucrânia (em ucraniano: Національний будинок органної та камерної музики України), é um salão de concertos estabelecida na Catedral de São Nicolau em Kiev, na Ucrâniat, em 1980.